# 파헬벨의 카논
《세 대의 바이올린과 계속저음을 위한 카논과 지그 라 장조(캐논)》(독일어: Kanon und Gigue in D-Dur für drei Violinen und Basso Continuo)는 요한 파헬벨의 작품 중 가장 널리 알려진 곡이며, 전반부의 카논은 흔히 ‘파헬벨의 카논’으로 알려져 있다.

## 구조
4분의 4박자의 카논이며, 베이스의 오스티나토와 이에 기반한 반복되는 화성을 기초로 하고 있다.
- D - A - Bm - F#m - G - D - Em(또는 G) - A7 또는
- I - V - vi - iii - IV - I - ii(또는 IV) - V7

이 코드 진행은 현대 만들어지는 곡에도 널리 쓰이고 있다. 예를 들어 이민섭의 당신은 사랑받기 위해 태어난 사람(D), 자전거 탄 풍경의 '너에게 난 나에게 넌'(G), 서영은의 '혼자가 아닌 나'(Bb), 백지영의 '사랑 안 해'(G) 등이 있다.

## 대중음악에서의 쓰임
대한민국에서는 조지 윈스턴의 앨범 《December》에 수록된 《요한 파헬벨의 카논 주제에 의한 변주곡(Variations on the Kanon by Johann Pachelbel)》이 유명하다. 곡의 분위기는 조용하고 차분하며 같은음이 반복되는 특징이 있다. 영화 엽기적인 그녀의 주제곡(ost)인 김형석의 편곡도 유명하다.
싸이월드 배경음악 가수로 유명한 가수 Sweetbox가 'Life is cool'을 비롯한 수많은 음악들이 캐논변주곡을 샘플링하였다. 국내에서 성스러운 분위기를 내고 싶을 때 리베라 소년 합창단이 부른 카논을 편곡한 Santus를 사용하는 경우가 많다. AKMU의 '오랜 날 오랜 밤'에서는 도입부에 카논이 나온다. 자전거 탄 풍경의 너에게 난, 나에게 넌, 스탠딩 에그의 오래된 노래, 양파의 사랑... 그게 뭔데에도 캐논변주곡의 코드가 들린다. 무한도전 나름 가수다에서 정준하가 부른 노래, "키 큰 노총각 이야기" 에서는 아예 캐논변주곡으로 시작하고, 반주부분 또한 캐논변주곡으로 이루어져 있다. 노라조의 Gaia에도 카논이 샘플링되었다. 제 20대 대통령 선거에서 캐논변주곡이 정의당 심상정 후보의 로고송으로 쓰였다. 슬기로운 의사생활에서는 4화에서 99즈 밴드가 180BPM으로 Jerry C의 편곡 버전을 연주했다. 직방 스마트홈(구 삼성SDS)의 월패드, 인터폰, 로비폰 벨소리에 이 곡이 bell16으로 탑재되어있다.
2006년 대홍기획이 만든 E편한세상 TV 광고에는 가야금과 디제잉, 비트박스, 그리고 비보잉이 어우러진 퓨전 버전의 《캐논 변주곡》이 나오기도 했다.
이 외에도 대중 음악에서 카논은 많이 쓰였다.

## 같이 보기
- 임정현